# Euploea mangoensis
Euploea mangoensis är en fjärilsart som beskrevs av Butler 1884. Euploea mangoensis ingår i släktet Euploea och familjen praktfjärilar. Inga underarter finns listade i Catalogue of Life.